# Уокинг-стрит

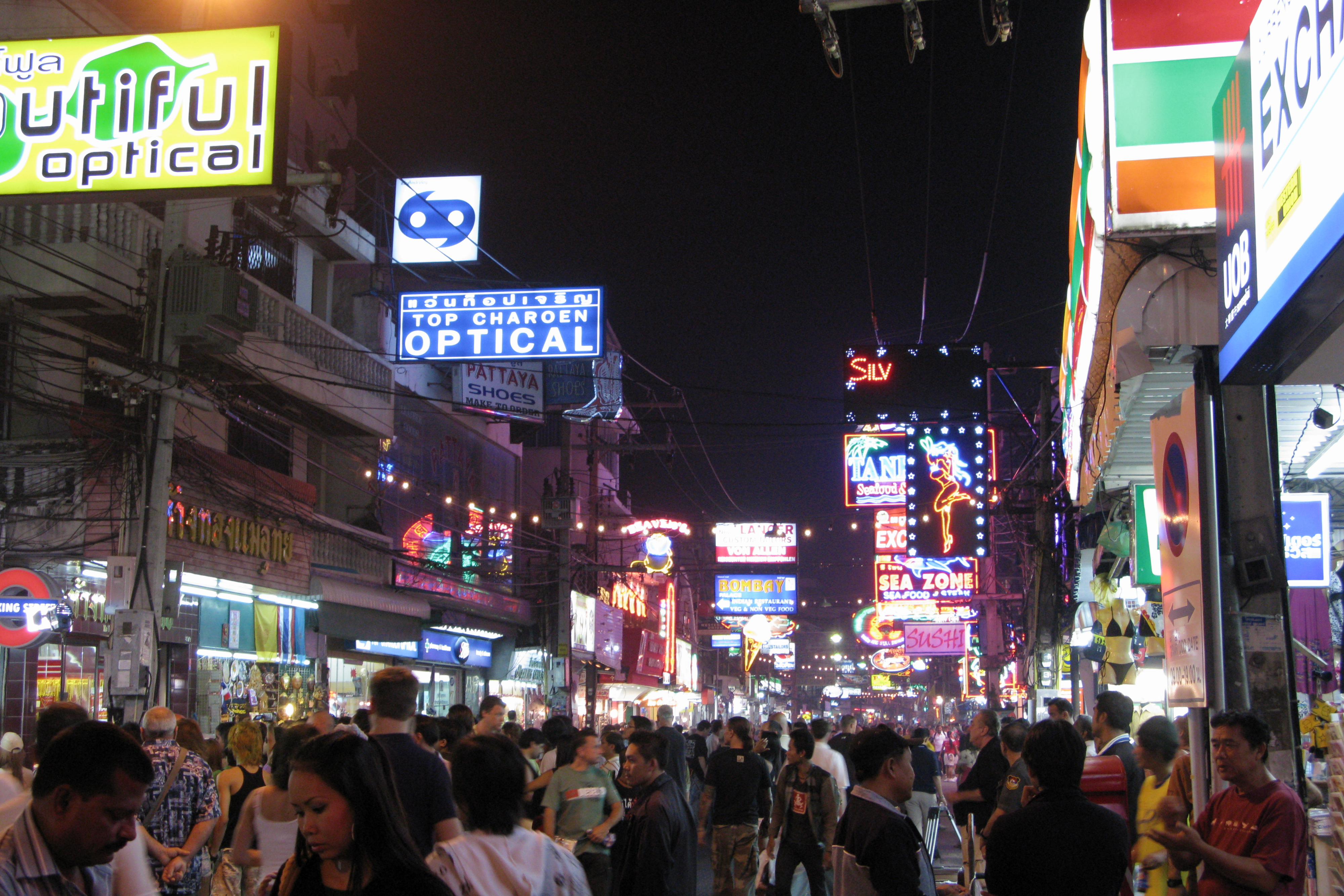
Уокинг-стрит вечером

Уокинг-стрит (Walking street) — улица в Паттайе, Таиланд, широко известная как место, где предлагается большое количество сексуальных развлечений, в основном для мужчин. Улица располагается в центральной части города вдоль берега Сиамского залива. Въезд транспорта на улицу закрыт с 19-00.
Именно на этой улице и в кварталах, прилегающих к ней, располагается значительное количество мест отдыха: гоу-гоу баров, стриптиз-шоу, баров, ресторанов и дискотек. Помимо большого количества заведений, предлагающих сексуальные развлечения, на улице работают значительное количество проституток, как девушек, так и молодых людей с нетрадиционной ориентацией. Также на улице туристам часто предлагают возможность посмотреть разнообразные секс-шоу, например, включающие половые акты между исполнителями шоу.

## Ночная жизнь
Одни из наиболее популярных у мужчин заведений на улице — это Гоу-гоу-бары. На Уокинг-стрит они предлагают своим посетителям стриптиз-шоу. Вход в гоу-гоу бары для посетителей бесплатен. Одна из основных статей доходов гоу-гоу баров — продажа напитков по завышенным в два-три раза ценам по сравнению с ценами в обычных тайских магазинах. Например, бутылка воды в гоу-гоу баре может стоить около 100 батов, а бутылка недорогого пива — 120 батов.
В небольшом гоу-гоу баре может, например, находиться пара десятков молодых девушек, как правило, почти полностью обнаженных — из одежды на них может быть только микро-юбка и болеро без какого-то либо нижнего белья. Несколько стриптизерш, например, танцуют стриптиз на столиках у клиентов, а остальные девушки находятся в зале или за столиками, общаясь с клиентами. После нескольких танцев девушки меняются — те, что танцевали на столиках, переходят в зал, а те, кто был в зале, начинают танцевать на столиках. Правила гоу-гоу бара могут позволять посетителям касаться и гладить стриптизерш практически везде. Фото и видео съемка стриптиз-шоу в гоу-гоу баре полностью запрещена, поэтому получить качественные фотоснимки, сделанные внутри гоу-гоу бара сложно. Понравившуюся девушку можно увести из бара. Для этого надо заплатить так называемый бар файн (en:bar fine — штраф гоу-гоу бару), в 2009 году это было 300—700 батов за одну девушку. Услуги самих девушек стоят несколько тысяч батов, в зависимости от множества факторов.
См. также Проституция в Таиланде.

## Безопасность туристов
Улица и кварталы, прилегающие к ней, являются безопасными для туристов, хотя надо остерегаться карманников. Поэтому туристы в этом вопросе должны следовать общим правилами безопасности для любого незнакомого города. Не стоит показывать крупные суммы денег. Чтобы избежать недоразумений, старайтесь оплачивать все товары и услуги, давая ровно ту сумму денег, которая требуется.
Туристам рекомендуется посещать только хорошо освещенные заведения, имеющие постоянную вывеску с названием заведения, которое в случае каких-либо проблем может быть сообщено в полицию. Для этого существует туристическая полиция, которая находится в начале этой улицы. В Таиланде не существует закона о защите прав потребителей, поэтому нужно быть осторожнее, покупая товар или арендуя автомобиль, мотоцикл и т.п.

## Галерея

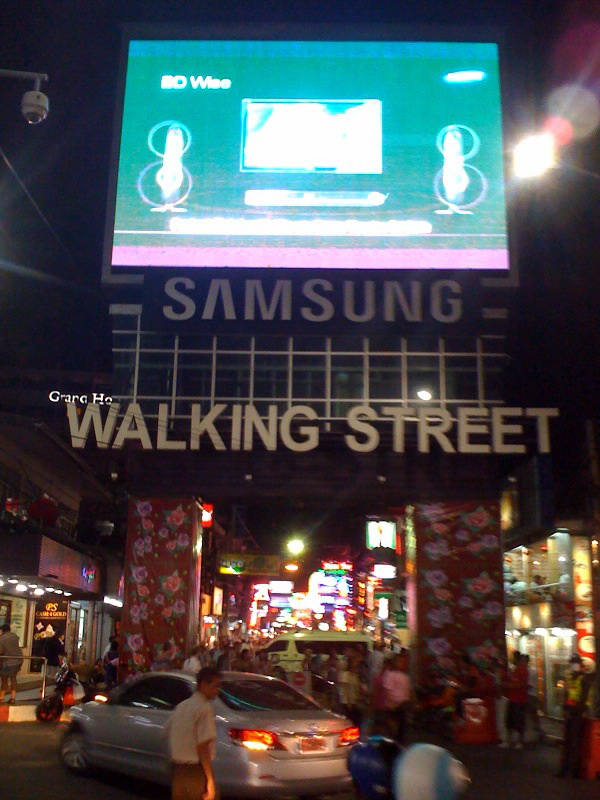
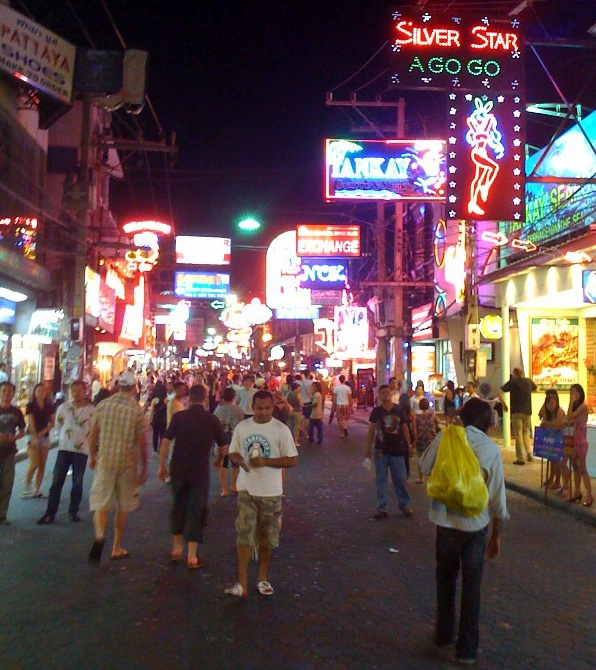
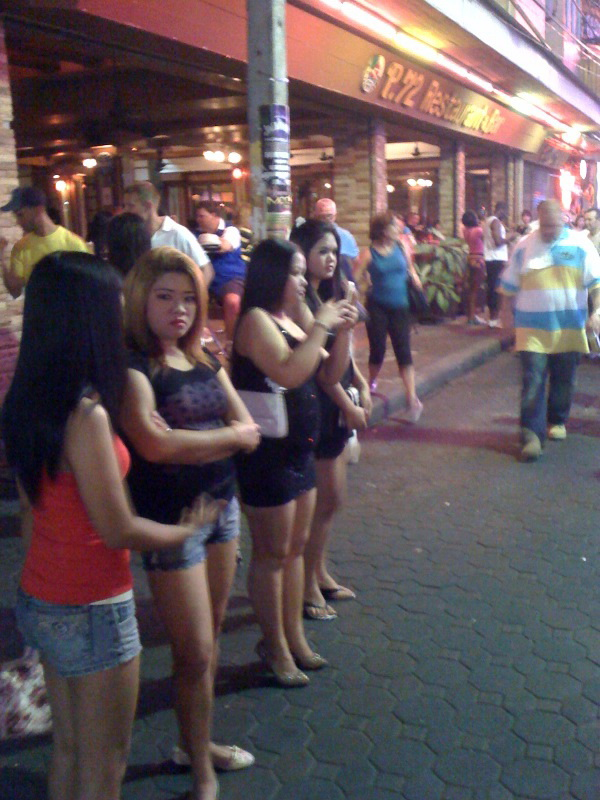
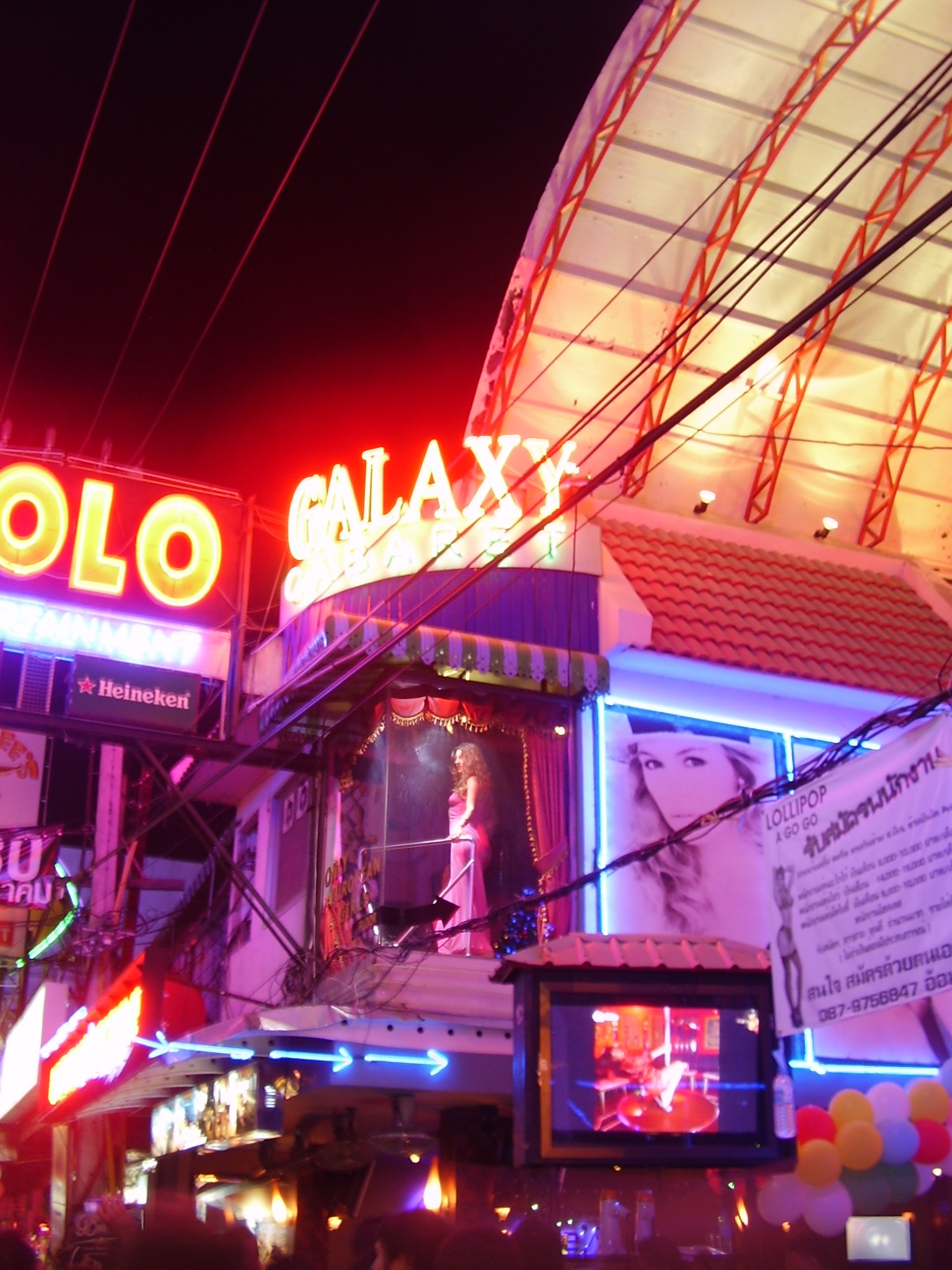